# Mune Cänpo
Mune Cänpo (མུ་ནེ་བཙན་པོ།) byl 39. král Tibetu. Vládl snad mezi lety 797–799.
Předešlý král, jeho otec Thisong Decän, patří k nejznámějším králům Tibetu, a to zejména z toho důvodu, že vystupoval jako patron buddhismu. Osobnost Mune Cänpa zůstává do značné mír záhadou, stejně jako určení dat jeho vlády, které se v různých pramenech rozchází. Mune Cänpo byl tvůrcem rozsáhlých, avšak neúspěšných reforem, které měly v Tibetské říši snížit propast mezi bohatou a chudou vrstvou obyvatelstva. Na přelomu 8. a 9. století byl zavražděn, a to buď vlastní matkou, či nespokojenými poddanými, kteří nesouhlasili s Mune Cänpovými reformami.